# Labrinth
Timothy Lee McKenzie (Londres, Reino Unido; 4 de enero de 1989), más conocido por su nombre artístico Labrinth, es un cantautor, multiinstrumentista y productor musical británico. Desde 2018 forma parte del supergrupo LSD.
Inicialmente iba a trabajar como productor musical independiente, pero Simon Cowell le contrató para su propia discográfica (Syco Music). Consiguió entrar en las listas británicas de éxitos en marzo de 2010 a raíz de una colaboración con el rapero Tinie Tempah con la canción "Pass Out". Su primer sencillo en solitario fue "Let the Sun Shine", lanzado en septiembre del mismo año y que alcanzó el puesto 3. Su álbum debut fue Electronic Earth, el cual alcanzó el tercer puesto de las listas de los más vendidos. Este estuvo precedido por los sencillos "Earthquake", junto con Tinie Tempah, y "Last Time". Alcanzaron el puesto segundo y cuarto, respectivamente. Su primer número uno fue "Beneath your Beautiful", junto con Emeli Sandé, en noviembre de 2012.
A partir del 2019 Labrinth se hizo mundialmente famoso a raíz de encargarse de la banda sonora de la serie de HBO "Euphoria". En 2020, ganó el premio Primetime Emmy Award for Outstanding Original Music and Lyrics por la canción de la serie "All of us".

## Vida y carrera

### 1989-2017: Primeros años y comienzo de su carrera profesional
McKenzie proviene de una familia de músicos compuesta por nueve hermanos, en la que crecieron rodeados casi únicamente de la música góspel americana. Cuando era niño, formó una banda con sus ocho hermanos llamada Mac. Fue a la escuela Stoke Newington, donde comenzó a interesarse por la música en sus primeros años. Su hermano Mac (también conocido como A-Star) es productor e introdujo a McKenzie en el arte de crear música cuando solo tenía 15 años, permitiéndole grabar en su estudio. Labrinth comenzó su carrera con el sencillo "Dead End", del artista británico Master Shortie, publicado en el álbum A. D. H. D. (2009). El sencillo generó tanto interés hacia McKenzie, como productor y cantautor, que Guy Moot de EMI Publishing se vio obligado a ofrecerle un acuerdo para publicarlo.
En 2017, el cantautor colaboró con la cantante australiana Sia en el tema "To Be Human", el cual formó parte de la película Wonder Woman, de 2017, como parte de su banda sonora original.

### 2018: Miembro de LSD
A fines de abril de 2018 se anuncia la formación del grupo musical LSD, integrada por Labrinth junto con Sia y Diplo (cuyas iniciales dan nombre al grupo), y el 3 de mayo de ese mismo año se lanza el primer sencillo, titulado "Genius". El 10 de mayo se lanza el segundo sencillo, "Audio". El álbum debut del grupo, también titulado LSD, fue publicado el 12 de abril de 2019.

### 2019: Banda sonora deEuphoria
En 2019 estuvo a cargo de la banda sonora de la serie original de HBO Euphoria, por la cual ganó un Premio Emmy en la categoría “Logro individual Destacado en Música y Letras” en la edición del año 2020.

## Discografía

### Álbumes de estudio
- Electronic Earth (2012)
- Imagination & the Misfit Kid (2019)
- Ends & Begins (2023)[4]

### Bandas sonoras
- Euphoria (Original Score from the HBO Series) (2019)[5]
- Euphoria Season 2 Official Score (From the HBO Original Series) (2022)[6]
- The Kitchen (Score from the Netflix Film) (2024)[7]

## Reconocimientos
| Año  | Ceremonia de premiación | Nominado por                                 | Premio                                                        | Resultado | Ref.   |
| ---- | ----------------------- | -------------------------------------------- | ------------------------------------------------------------- | --------- | ------ |
| 2016 | Premios Grammy          | «Beauty Behind the Madness» (como productor) | Álbum del año                                                 | Nominado  | [ 8 ]  |
| 2019 | Premios Grammy          | «Audio (CID Remix Official Dance Remix)»     | Mejor grabación remezclada, no clásica                        | Nominado  | [ 9 ]  |
| 2020 | Premios Grammy          | «Spirit» (como escritor)                     | Premio Grammy a la mejor canción escrita para el medio visual | Nominado  | [ 10 ] |
| 2020 | Premios Primetime Emmy  | «03 Bonnie and Clyde»                        | Mejor composición musical en una serie                        | Nominado  | [ 11 ] |
| 2020 | Premios Primetime Emmy  | «All for Us»                                 | Mejor música y letra                                          | Ganador   | [ 11 ] |
| 2022 | Premios Primetime Emmy  | «I'm Tired» (con Zendaya y Sam Levinson)     | Mejor música y letra                                          | Nominado  | [ 12 ] |
| 2022 | Premios Primetime Emmy  | «Elliot's Song» (con Zendaya y Muz)          | Mejor música y letra                                          | Nominado  | [ 12 ] |